# Enkering
Enkering (bairisch Angren [ˈaŋgren]) ist ein Pfarrdorf im Markt Kinding im oberbayerischen Landkreis Eichstätt mit 583 Einwohnern.

## Geographie
Enkering liegt im Westen der Gemarkung von Kinding auf 380 m ü. NHN, eingebettet zwischen dem östlich liegenden Schellenberg (495 m ü. NHN) und dem Schlossberg (510 m ü. NHN) nordwestlich des Ortes. Entwässert wird die Ortschaft von der in Nord-Süd-Richtung verlaufenden Anlauter. Etwa 500 m südlich befindet sich die Anschlussstelle Altmühltal an der Bundesautobahn 9. Dort verläuft parallel, wie am Großteil der A 9, die Schnellfahrstrecke Nürnberg–Ingolstadt der Deutschen Bahn. 

## Geschichte
Die erste urkundliche Erwähnung des Ortes als „Antkeringa“ stammt aus einer Schenkungsurkunde vom 26. Juli 900. Seit dem 12. Jahrhundert bis Mitte des 13. Jahrhunderts wird vielfach ein Edelgeschlecht der Enkeringer erwähnt. Das heutige Wahrzeichen von Enkering – die Ruine Rumburg – entstand von 1350 bis 1360. Diese Burg sollte Zentrum einer neuen Stadt mit dem Namen „Rumburg“ werden; entsprechende Umbenennungspläne für Enkering scheiterten allerdings. 1374 verlieh Kaiser Karl IV. dem Regensburger Bischof Heinrich IV. von Absberg das Recht, Enkering zu befestigen, einen Wochenmarkt abzuhalten und eine Richtstätte zu errichten. 1546 verkaufte Hans Joachim von Absberg den Ort mit der Rumburg an den Eichstätter Fürstbischof Moritz von Hutten.
Während der Hexenverfolgung im Hochstift Eichstätt wurden mindestens zwei Frauen aus Enkering als vermeintliche Hexen angeklagt und 1603 zum Tode verurteilt.
In der Leuchtenberg-Ära bestand der Markt Enkering 1821, zum Herrschaftsgericht Kipfenberg gehörend, aus 58 Häusern, bewohnt von 71 Familien mit insgesamt 279 Personen.
Enkering war mit den Ortsteilen Berletzhausen, Ilbling, Niefang und Schlößlmühle ein selbstständige Gemeinde im Landkreis Eichstätt (bis 1939:Bezirksamt Eichstätt). Am 1. April 1971 wurde die Gemeinde in den Markt Kinding eingegliedert.

## Sehenswürdigkeiten

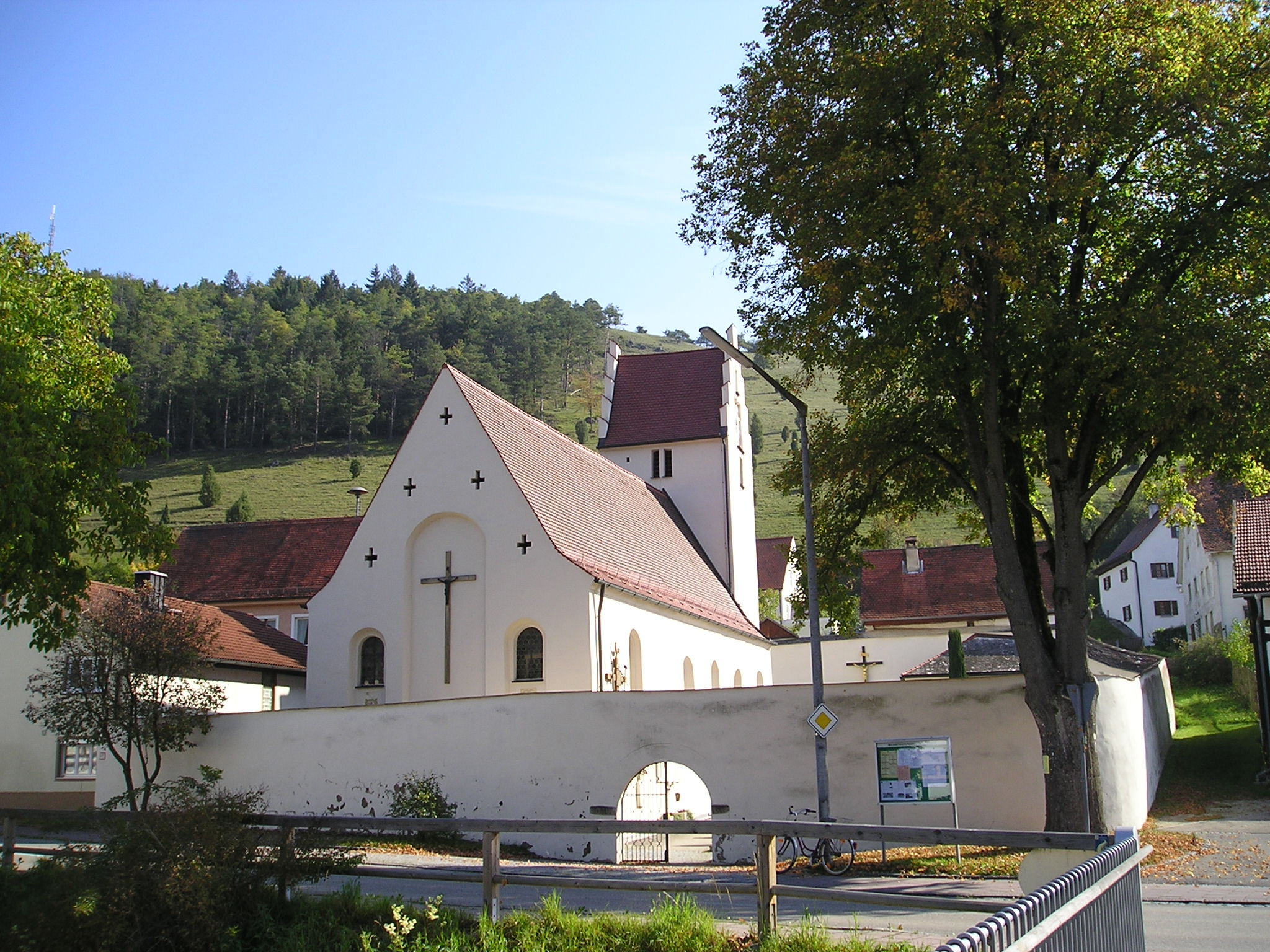
Enkering, Kirche St. Ottmar

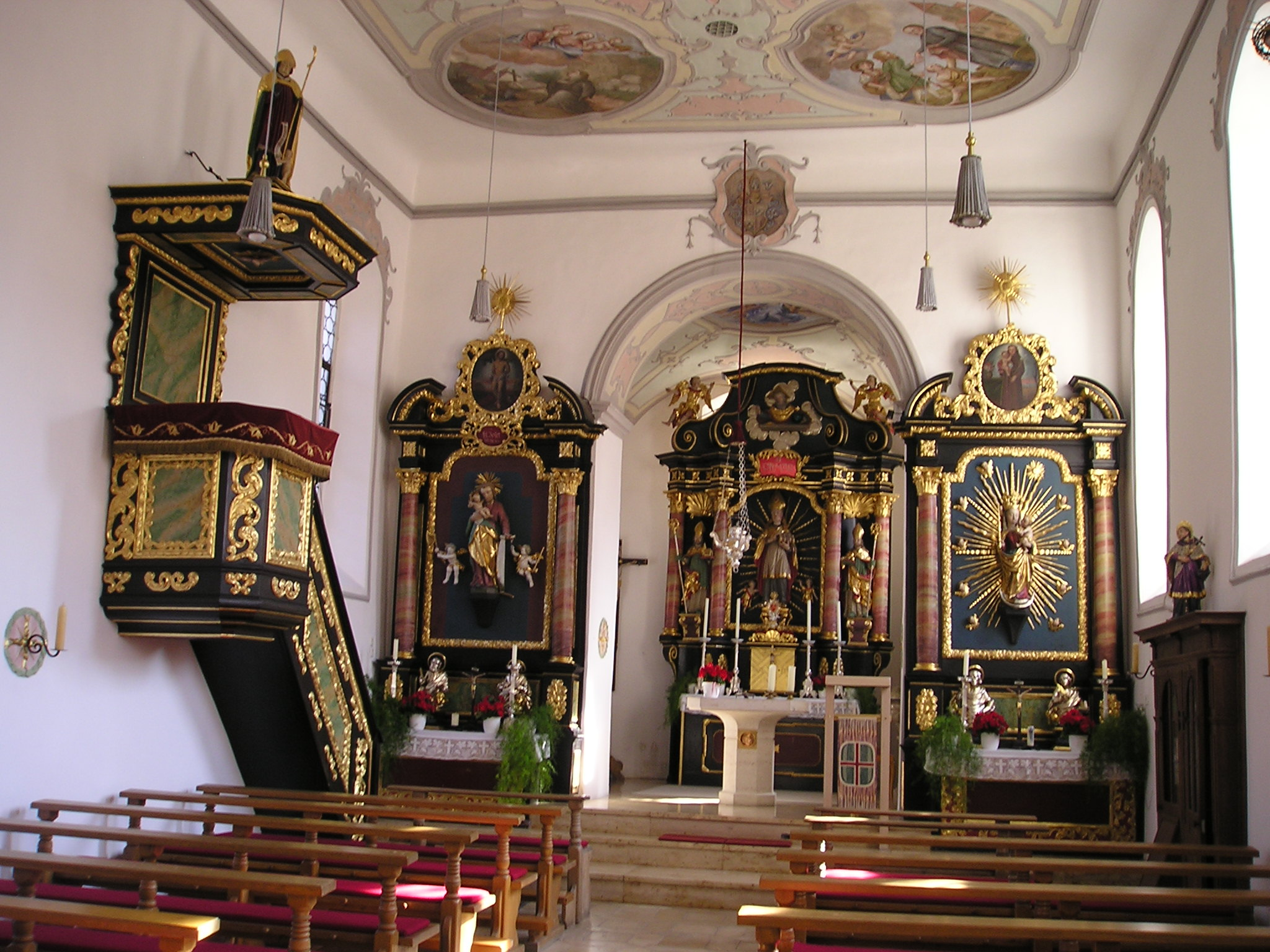
Enkering, Kirche St. Ottmar, Barockausstattung

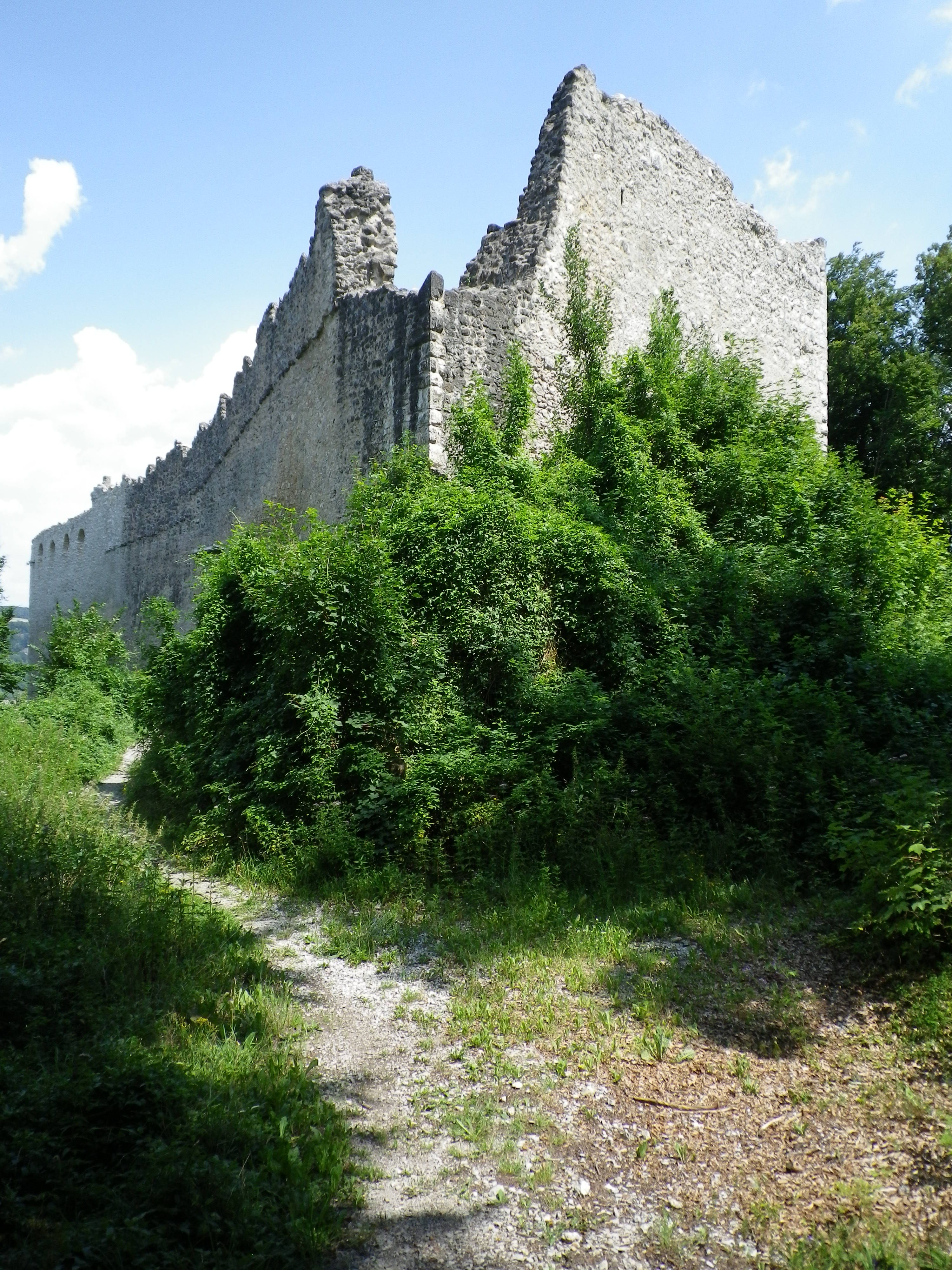
Die Rumburg bei Enkering

- Die katholische Pfarrkirche Sankt Ottmar am Fuße des Schellenbergs stammt als Neubau vermutlich aus dem Jahre 1617. Der quadratische Turm schließt mit einem Satteldach zwischen – für die Altmühlgegend früher typischen – Treppengiebeln. 1738 wurde die Kirche um eine stuckierte Decke durch Franz Xaver Horneis und Deckengemälde mit Szenen aus dem Leben des Kirchenpatrons durch Joseph Dietrich ergänzt. 1875 verlängerte man das Langhaus nach Westen. Der viersäulige Hochaltar und die Kanzel wurden um 1700, die Seitenaltäre 1717 im barocken Stil errichtet; das Orgelgehäuse stammt aus dem Frührokoko um 1740 (die Orgel baute die Firma W. R. K. aus München 1991 ein). Aus der Spätgotik stammen die Madonna auf dem rechten Seitenaltar, der heilige Augustinus auf dem Schalldeckel der Kanzel und der heilige Wolfgang an der rechten Seitenwand. – Die Ummauerung des Friedhofs rund um die Kirche stammt aus dem 12. und 13. Jahrhundert und diente früher Befestigungszwecken; sie ist nicht in ihrer vollen Höhe erhalten.
- Weitere Sakralbauten sind die aus dem Barock stammende Hofmeier-Kapelle am Weg zur Rumburg sowie die Hauf-Kapelle. Abgegangen ist eine Kirche St. Nikolaus, die mitten im Ort stand.
- Der zweigeschossige Pfarrhof mit seinem gebrochenen Walmdach wurde 1757 errichtet. An seiner Fassade findet sich das Wappen des Eichstätter Fürstbischofs Martin von Schaumberg.
- Die Rumburg – erbaut 1350 bis 1360 vom Adelsgeschlecht der Absberger, das gegen Ende des 13. Jahrhunderts das Geschlecht der Enkeringer abgelöst hatte – verfügte über eine Hauptburg aus Bruchsteinen, im Grundriss ein schmales Trapez mit einer Breite von ca. 23 m, einer Länge von etwa 45 m und einer Höhe von rund 17 m. Neben der Hauptburg umfasste das zu dieser Zeit geschaffene Gelände die Kapelle „St. Georg“ (1480 und 1601 erwähnt) und eine Vorburg mit vorgelagertem Wirtschaftshof, von der heute nichts mehr erhalten ist. Zwischen Haupt- und Vorburg verlief ein tiefer Graben, der von einer hölzernen Brücke überspannt war. Anfang des 16. Jahrhunderts fiel ein Großteil der Hauptburg einem durch Brandstiftung ausgelösten Feuer zum Opfer. Aufgrund einer hohen Schuldenlast veräußerten die Besitzer Burg und Dorf 1546 an das Hochstift Eichstätt. Nach dem Verkauf erfolgte kein Wiederaufbau, sondern die Burganlagen verfielen allmählich weiter. Rettung brachte erst eine geringfügige Instandsetzung der Rumburg von 1937 bis 1939. 1964 und letztmals ab 2003 wurden weitere Sanierungsmaßnahmen vorgenommen; die Anlage ist öffentlich zugänglich.

- Der Schellenberg (auch: Schellenburg) über Enkering war eine von der frühen Steinzeit (5.000 v. Chr.) bis ca. 800 vor Christus genutzte befestigte Höhensiedlung wohl einer sozialen Elite. Siedlungshöhepunkt war in der Bronzezeit um 1300 v. Chr. Eine kurze Fortsetzung fand die Besiedelung auf dem Schellenberg im Frühmittelalter (7./8. Jahrhundert) vermutlich in einem befestigten Gehöft. Erste Grabungen erfolgten 1913 durch Friedrich Winkelmann, letztmalige Grabungen 2007 durch Archäologiestudenten der Universität Würzburg. – Heute steht auf dem Berg ein Sendemast. Seit 1994 gibt es auf dem Schellenberg einen archäologischen Lehrpfad zur Besiedelung in der Urnenfelderzeit (2,5 Stunden Gehzeit). Durch den Berg führt der Schellenbergtunnel der Schnellfahrstrecke Nürnberg–Ingolstadt.

## Persönlichkeiten

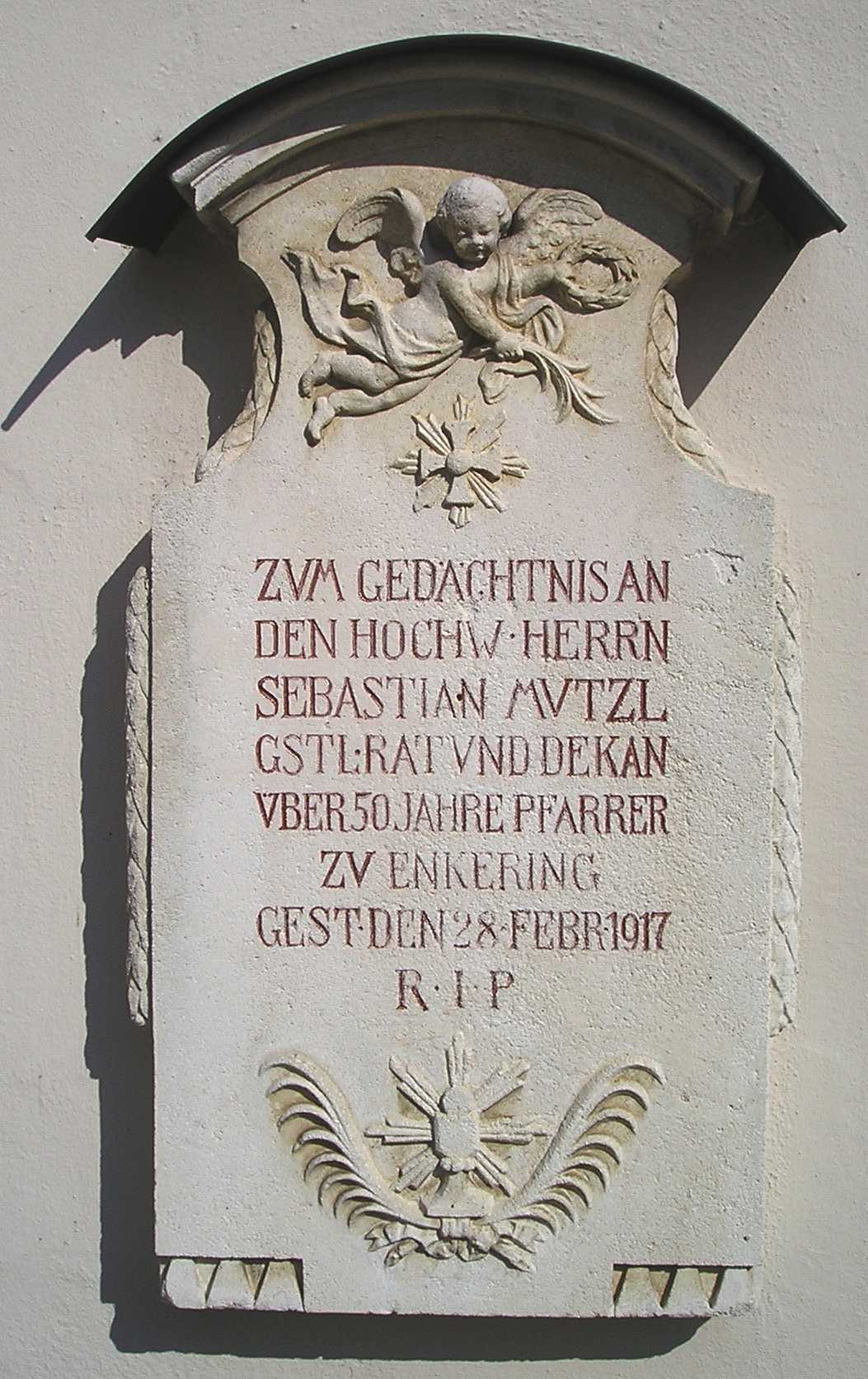
Gedenktafel zur Erinnerung an Pfarrer Sebastian Mutzl

- In Enkering war der Nazarener-Künstler und Kunstsammler Sebastian Mutzl von 1866 bis 1917 Pfarrer. Um 1875 schuf er in seiner Pfarrkirche Deckengemälde, die 1953/54 zugunsten der darunter liegenden Barockfresken entfernt wurden. Auch wurden weitere, von ihm geschaffene Ausstattungsstücke beseitigt. Eine Gedenktafel erinnert an der Südseite der Pfarrkirche an ihn. Auch ist der moderne Steg über die Anlauter gegenüber der Kirche nach ihm benannt.
- Franz Xaver Sutor, 1744 bis 1825 Pfarrer u. a. in Enkering, Verfasser diverser Schriften, u. a. einer Chronica Enkeringensia.